# Ametralladora TADEN
La TADEN fue una ametralladora experimental británica liviana y media que disparaba el cartucho intermedio de 7 mm .280 British. Junto con el diseño bullpup EM-2, formaba parte de una propuesta para reequipar al ejército británico con nuevas armas portátiles que utilizarían una munición menos potente que el .303 British que se demostró que no era práctico para su uso en un fusil de asalto moderno. El nombre proviene del diseñador, Harold Turpin ('T'), de Armament Design Establishment ('AD') y Enfield ('EN').
La TADEN utilizó el sistema de accionamiento y sistema de gas del Bren, pero era alimentada por cintas de eslabones metálicos no desintegrables de 250 cartuchos en lugar de cargadores removibles. El modelo de ametralladora ligera usaba una culata, pistolete y gatillo como el Bren y el modelo de ametralladora mediana usaba empuñaduras de pala y un gatillo de mariposa como la ametralladora Vickers. Se desarrollaron dos versiones básicas, una ametralladora ligera con un bípode destinado a reemplazar a la ametralladora Bren, y una versión montada en trípode, más pesada, para reemplazar a la Vickers o, como la llamaron en ese entonces, una ametralladora de fuego sostenido. El proyecto original requería que el EM-2 reemplazara al fusil Lee-Enfield y los subfusiles de 9 mm.
Los proyectos TADEN y EM-2 se interrumpieron cuando el Ejército de los Estados Unidos se negó a considerar el cartucho .280 como la nueva munición normalizada de la OTAN, argumentando que era menos potente que su cartucho .30-06 Springfield (y, como otros han sugerido, la renuencia a adoptar un cartucho desarrollado fuera de los Estados Unidos).
Se decidió que la TADEN y el EM-2 no podían ser rediseñados de manera segura para utilizar el nuevo cartucho de la OTAN y se buscaron alternativas. El ejército británico fue reequipado con variantes fabricadas bajo licencia de las FN MAG y FN FAL belgas en calibre 7,62 × 51 mm OTAN. Se había considerado un derivado alimentado por cintas de la ametralladora Bren para el papel de Ametralladora de propósito general, conocida como X11, pero aunque no se seleccionó, la Bren se mantuvo después de ser modificada para usar el cartucho de la OTAN.